# Kamimuria manchuriana
Kamimuria manchuriana és una espècie d'insecte pertanyent a la família dels pèrlids que es troba a Àsia: el riu Yalu a l'àrea fronterera entre la Xina -província de Liaoning- i Corea del Nord.